# Parlamentswahl in Antigua und Barbuda 1971
Die Parlamentswahl in Antigua und Barbuda 1971 zur Wahl der Mitglieder des Repräsentantenhauses von Antigua und Barbuda fand am 11. Februar 1971 statt. Es war die erste Wahl in seitdem das Land den West Indies Associated States im Jahr 1967 beigetreten war und dem Ende der  britischen  Kolonialherrschaft im Jahr der Wahl.

## Hintergrund
Im Jahr der Wahl wurde als neue Partei das Progressive Labour Movement (PLM) gegründet. Es entstand unter der Leitung von George Walter und Donald Halstead von der Gewerkschaft Antigua Workers Union (AWU). Diese Gewerkschaft hatte sich 1967 von der Antigua Trades and Labour Union (ATLU) abgespalten, da ab Mitte der 1960er Jahre das Land eine Wirtschaftskrise erlebte, die durch den Niedergang der Zuckerindustrie und gewalttätige Konflikte entstand. Die bisher regierende ALP war der politische der Arm der ATLU und beide wurden bis 1968 vom bisherigen Ministerpräsidenten Vere C. Bird geleitet. Bird trat in diesem Jahr als Vorsitzender der Gewerkschaft zurück.
Die Anzahl der Sitze im Parlament war im Jahr der Unabhängigkeit von 10 auf 17 erhöht worden.

## Wahlergebnis
Bei den Wahlen 1971 erhielt die PLM eine Mehrheit von 13 Sitzen, wodurch die Zeit der Dominanz der ALP beendet wurde. Die ALP war von 1946 bis Ende der 1960er Jahre Regierungspartei und stellte den Ministerpräsidenten.
Neuer Ministerpräsident wurde George Walter.
| Partei                            | Stimmen | %    | Sitze | +/−       |
| --------------------------------- | ------- | ---- | ----- | --------- |
| Progressive Labour Movement (PLM) | 9.761   | 57,7 | 13    | +13 (Neu) |
| Antigua Labour Party (ALP)        | 6.409   | 37,9 | 4     | −6        |
| Antigua People’s Party (APP)      | 595     | 3,5  | 0     | ±0 (Neu)  |
| Unabhängige                       | 157     | 0,9  | 0     | 0         |
| Ungültige Stimmen                 | 397     | –    | –     | –         |
| Gesamt                            | 17.309  | 100  | 17    | +7        |